# Chauvigny-du-Perche
Chauvigny-du-Perche è un comune francese di 235 abitanti situato nel dipartimento del Loir-et-Cher nella regione del Centro-Valle della Loira.

## Società

### Evoluzione demografica
Abitanti censiti